# Гукасян, Арег Аршавирович
Аре́г Аршави́рович Гукася́н (арм. Արէգ Ղուկասյան, 27 января 1956 года, Степанакерт, Азербайджанская ССР) — депутат парламента Армении.
- 1972—1977 — Ереванский политехнический институт. Инженер-электрик. Академический советник инженерной академии Армении.
- 1977—1990 — инженер, старший инженер в ЕрНИИММ.
- 1990—1994 — инженер первой категории в ЗАО «Армгазпром».
- 1994—1996 — заместитель начальника госуправления при правительстве Армении.
- 1996—1998 — директор торгового дома «Гера».
- 1998—2003 — директор ЗАО «Аванский солекомбинат».
- 2003—2007 — депутат парламента. Член постоянной комиссии по финансово-кредитным, бюджетным и экономическим вопросам. Член партии «РПА».
- 12 мая 2007 — избран депутатом парламента. Член партии «РПА».